# Наш флаг означает смерть
«Наш флаг означает смерть» (англ. Our Flag Means Death) — американский романтический комедийный телесериал о пиратах, созданный Дэвидом Дженкинсом и транслировавшийся на стриминговом сервисе HBO Max. Главные роли в нём сыграли Рис Дарби, Тайка Вайтити, Кон ОʼНил. Премьера первого сезона состоялась 3 марта 2022 года, премьера второго и последнего сезона — 5 октября 2023 года. Сериал получил высокие оценки критиков.

## Сюжет
Действие сериала происходит в XVIII веке. Главный герой, британский аристократ Стид Боннет, становится пиратом и в первом же плавании сталкивается со множеством трудностей: он не умеет управлять кораблём, добыча не идёт ему в руки, а команда замышляет мятеж. Позже он встречается с Чёрной Бородой — пиратом, известным своей жестокостью. Вопреки всем ожиданиям, двое капитанов становятся друзьями.

## В ролях
Главные роли
- Рис Дарби — Стид Боннет, капитан «Мести» и самопровозглашённый «джентльмен-пират». Тео Дарби, сын Риса, играет юного Стида Боннета
- Юэн Бремнер — Пуговка, седой пират на «Мести», к которому Стид часто обращается за советом
- Джоэл Фрай — Француз, член экипажа «Мести», иногда поющий песни о приключениях команды
- Самсон Каё — Олуванде Будари, рассудительный член экипажа «Мести», симпатизирующий Стиду и старающийся уберечь его от опасностей
- Кон ОʼНил — Иззи Хэндс, приспешник Чёрной Бороды
- Нейтан Фод — Люциус Сприггс, писарь на «Мести», которому поручено вести записи о всех событиях
- Вико Ортис — Джим Хименез, профессиональный боец, за голову которого назначена награда, член экипажа «Мести»
- Кристиан Нэрн — Крошка Джон Фини, член экипажа «Мести»
- Мэттью Мэйер — Чёрный Пит, член экипажа «Мести»
- Газ Хан — Айван, член экипажа «Мести»
- Дэвид Фейн — Клык, член экипажа «Мести»
- Рори Киннир — капитан Найджел Бэдминтон, капитан британского корабля; Киннир сыграл и брата Найджела, адмирала Чонси Бэдминтона
- Нат Факсон — Швед, член экипажа «Мести»
- Самба Шутте — Таракан, кок на «Мести»
- Тайка Вайтити — Эдвард «Эд» Тич/Чёрная Борода, легендарный капитан-пират
- Матео Галлегос — юный Эдвард Тич

Второстепенные роли
- Лесли Джонс — Испанка Джеки, капитан пиратов
- Фред Армисен — Джеральдо, хитрый бармен в «Пиратской Республике», один из мужей Джеки
- Клаудия О’Доэрти — Мэри Боннет, жена Стида
- Борис МакГивер — Отец Боннет
- Гари Фармер — шеф Мабо
- Кристен Шаал — Антуанетта
- Ник Кролл — Габриэль
- Тим Хайдекер — Даг
- Кристен Джонстон — Эвелин Хиггинс
- Ивонн Зима — Флёр де Магиус
- Уилл Арнетт — Калико Джек
- Энгус Сэмпсон — король Георг
- Эден Грейс Редфилд — Альма Боннет, дочь Стида
- Уильям Барбер-Холлер — Луис Боннет, сын Стида
- Майкл Патрик Крейн — офицер Уиллингтон
- Коннор Барретт — офицер Холдберри
- Симона Кесселл — Мать Тич, мать Чёрной Бороды
- Селенис Лейва — Нана

## Эпизоды
| №  | Название                                                              | Режиссёр       | Автор сценария              | Дата премьеры |
| -- | --------------------------------------------------------------------- | -------------- | --------------------------- | ------------- |
| 1  | «Пилот» «Pilot»                                                       | Тайка Вайтити  | Дэвид Дженкинс              | 3 марта 2022  |
| 2  | «Проклятый человек» «A Damned Man»                                    | Начо Вигалондо | Дэвид Дженкинс              | 3 марта 2022  |
| 3  | «Джентльмен-пират» «A Gentleman Pirate»                               | Начо Вигалондо | Адам Стайн                  | 3 марта 2022  |
| 4  | «Неприятности в семейном положении» «Discomfort in a Married State»   | Начо Вигалондо | Элиза Джименез Коссио       | 10 марта 2022 |
| 5  | «Лучшая месть – хорошо одеваться» «The Best Revenge is Dressing Well» | Фернандо Фриас | Джон Махоун                 | 10 марта 2022 |
| 6  | «Искусство чертовщины» «The Art of Fuckery»                           | Фернандо Фриас | Симона Нейтан               | 10 марта 2022 |
| 7  | «Это происходит» «This Is Happening»                                  | Фернандо Фриас | Зейр Феррер                 | 17 марта 2022 |
| 8  | «Мы возвращаемся назад» «We Gull Way Back»                            | Берт и Берти   | Алисса Лейн и Алекс Шерман  | 17 марта 2022 |
| 9  | «Акт милосердия» «Act of Grace»                                       | Берт и Берти   | Дэвид Дженкинс и Ивонн Зима | 24 марта 2022 |
| 10 | «Ты там, куда бы ты ни пошёл» «Wherever You Go, There You Are»        | Эндрю Деянг    | Дэвид Дженкинс              | 24 марта 2022 |

## Создание и релиз
Потоковый сервис HBO Max заказал сериал в сентябре 2020 года. Тайка Вайтити стал исполнительным продюсером и снял пилотный эпизод, сценарист Дэвид Дженкинс стал шоураннером. Главные роли получили Рис Дарби (январь 2021) и Тайка Вайтити (апрель 2021). В июне того же года к актёрскому коллективу присоединились Кристиан Нэрн, Нейтан Фод, Самсон Каё, Рори Киннир, Кон ОʼНил и Вико Ортис, в июле — Юэн Бремнер, Дэвид Фейн, Джоэл Фрай, Газ Хан и Мэттью Мэйер. В августе стало известно, что Лесли Джонс, Нат Факсон, Фред Армисен и Самба Шутте сыграют персонажей второго плана.
Съёмки проходили с 14 июня по 28 сентября 2021 года. Премьера состоялась 3 марта 2022 года на HBO Max. 1 июня того же года сериал был продлён на второй сезон, который начали показывать 5 октября 2023 года. В январе 2024 года сериал был официально закрыт. При этом Дженкинс заявил, что изначально планировал три сезона и что проект закрывают раньше времени. Такое решение удивило многих критиков.

## Оценки
На сайте-агрегаторе отзывов Rotten Tomatoes первый сезон получил рейтинг 94 %, на сайте Metacritic — 70 баллов из 100, что указывает на «в целом положительные отзывы». Бен Трэверс в рецензии для IndieWire назвал его «чистой радостью» и «милым, великолепным фарсом». Энджи Хан из The Hollywood Reporter сравнила «Наш флаг» с «Тедом Лассо», охарактеризовав его как «милую комедию» с «удивительным количеством сердечности». Анджела Трикарико из Business Insider сочла «Наш флаг» «захватывающей и удивительной комедией», «одним из лучших сериалов HBO Max». Пол Тасси (Forbes) описал центральную историю любви в сериале как «один из самых захватывающих гей-романов» на телевидении. Глен Уэлдон в рецензии для журнала NPR заявил: «Мне нравится это шоу. Я хочу выйти замуж за это шоу. Я хочу жить внутри этого шоу».
Второй сезон тоже был высоко оценён критиками. Его рейтинг на Rotten Tomatoes составил 96 % при средней оценке 8,2 из 10, сезон вошел в число лучших сериалов 2023 года по версии этого ресурса и был назван одной из 10 лучших комедий 2023 года по версии премии «Золотой помидор». На Metacritic сезон получил 75 баллов из 100. TV Guide назвал его «триумфом», охарактеризовав как «сентиментальный и в то же время сатирический, со скрытыми глубинами». Рецензент The Daily Beast оценил второй сезон выше первого. По мнению обозревателя RogerEbert.com, второй сезон развивает традицию необычного юмора и привносит в историю романтику. При этом многие критики сочли второй сезон более мрачным, чем первый.